# 佘璘
佘璘（1437年—？），字德潤，直隸永平府灤州軍籍，廣德州人，明朝政治人物。

## 生平
成化十六年（1480年）庚子科順天府鄉試第九十七名舉人。成化十七年（1481年）聯捷辛丑科會試第二百七十五名，三甲第一百六十七名進士。授行人，官至工部员外郎。

## 家族
曾祖佘慶；祖父佘亨；父佘顯忠，所大使。母杜氏。永感下。兄珉。